# 津田交通
津田交通（つたこうつう）は、広島県廿日市市津田に本拠を持つ路線バス・観光バス・タクシー会社である。

## 沿革
- 2017年9月 貸切バス事業の規模縮小。従業員の削減。
- 2019年6月13日 2年前に購入した農地を一部駐車場にしたものの、農地変更をせず無許可で行った事が地元住民の廿日市市農業委員会への通報により発覚。行政より業務改善命令と農業委員会からの農地取り消しの処分を受ける。

## 運行路線

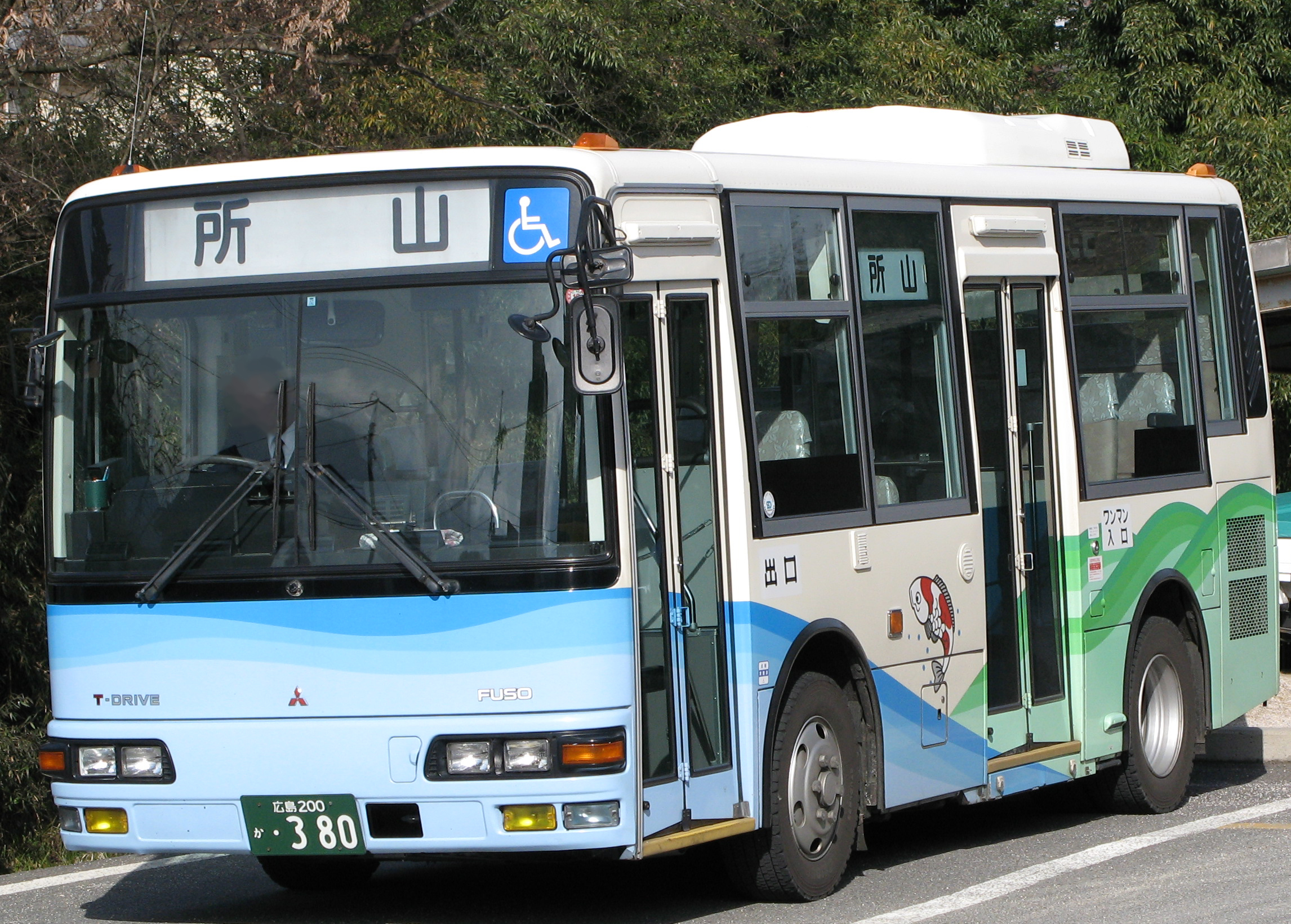
佐伯地域路線の車両（2007年）